# Pantisarthrus gracilis
Pantisarthrus gracilis är en stekelart som beskrevs av Rossem 1987. Pantisarthrus gracilis ingår i släktet Pantisarthrus och familjen brokparasitsteklar. Inga underarter finns listade i Catalogue of Life.